# فتيان أشقياء: اركب أو مت
فتيان أشقياء: اركب أو مت (بالإنجليزية:  Bad Boys: Ride or Die)‏ هو فيلم كوميدي أمريكي صدر عام 2024، الفيلم الرابع وتكملة لفيلم فتيان أشقياء. من إخراج عادل العربي، بلال فلاح وبطولة ويل سميث، مارتن لورنس.

## روابط خارجية
- فتيان أشقياء: اركب أو مت على موقع IMDb (الإنجليزية)
- فتيان أشقياء: اركب أو مت على موقع ميتاكريتيك (الإنجليزية)
- فتيان أشقياء: اركب أو مت على موقع روتن توميتوز (الإنجليزية)
- فتيان أشقياء: اركب أو مت على موقع ألو سيني (الفرنسية)
- فتيان أشقياء: اركب أو مت على موقع بوكس أوفيس موجو (الإنجليزية)
- فتيان أشقياء: اركب أو مت على موقع فيلمافينيتي (الإسبانية)
- فتيان أشقياء: اركب أو مت على موقع قاعدة بيانات الأفلام السويدية (السويدية)
- فتيان أشقياء: اركب أو مت على موقع قاعدة بيانات الفيلم (الإنجليزية)
- فتيان أشقياء: اركب أو مت على موقع ليتربوكسد (الإنجليزية)
- فتيان أشقياء: اركب أو مت على موقع كينوبويسك (الروسية)